# The Pet of the Regiment
The Pet of the Regiment è un cortometraggio muto del 1914 diretto da Frank Wilson.

## Trama
Un soldato, salvando la vita di un cane, salva anche la sua.

## Produzione
Il film fu prodotto dalla Hepworth.

## Distribuzione
Distribuito dalla Hepworth, il film - un cortometraggio di 221 metri - uscì nelle sale cinematografiche britanniche nel novembre 1914.
Fu distrutto nel 1924 dallo stesso produttore, Cecil M. Hepworth. Fallito, in gravissime difficoltà finanziarie, Hepworth pensò in questo modo di poter almeno recuperare il nitrato d'argento della pellicola.